# Маундвілл (Вісконсин)
Маундвілл (англ. Moundville) — місто (англ. town) в США, в окрузі Маркетт штату Вісконсин. Населення — 526 осіб (2020).

## Демографія
Згідно з переписом 2010 року, у місті мешкали 552 особи в 205 домогосподарствах у складі 148 родин. Було 255 помешкань
Расовий склад населення:
| - 93,1 % — білих - 0,5 % — чорних або афроамериканців - 0,2 % — корінних американців - 4,7 % — осіб інших рас |

До двох чи більше рас належало 1,4 %. Частка іспаномовних становила 8,3 % від усіх жителів.
За віковим діапазоном населення розподілялося таким чином: 24,1 % — особи молодші 18 років, 60,9 % — особи у віці 18—64 років, 15,0 % — особи у віці 65 років та старші. Медіана віку мешканця становила 42,5 року. На 100 осіб жіночої статі у місті припадало 106,7 чоловіків;  на 100 жінок у віці від 18 років та старших — 111,6 чоловіків також старших 18 років.
Середній дохід на одне домашнє господарство  становив 65 709 доларів США (медіана — 48 750), а середній дохід на одну сім'ю — 86 412 долари (медіана — 78 250). Медіана доходів становила 48 036 доларів для чоловіків та 41 250 доларів для жінок. За межею бідності перебувало 5,5 % осіб, у тому числі 1,6 % дітей у віці до 18 років та 9,5 % осіб у віці 65 років та старших.
Цивільне працевлаштоване населення становило 271 особа. Основні галузі зайнятості: виробництво — 21,0 %, освіта, охорона здоров'я та соціальна допомога — 13,3 %, сільське господарство, лісництво, риболовля — 12,9 %.